# باري ويليامسون
باري ويليامسون (بالإنجليزية: Barry Williamson)‏ هو محامي أمريكي، ولد في 19 يونيو 1957 في أركنساس في الولايات المتحدة.